# Pseudolucia plumbea
Pseudolucia plumbea is een vlinder uit de familie van de Lycaenidae. De wetenschappelijke naam van de soort is voor het eerst gepubliceerd in 1881 door Arthur Gardiner Butler.
De soort komt voor in Chili.